# August Ferdinand Hurlebusch
August Ferdinand Hurlebusch (* 12. November 1756 in Braunschweig; † 18. Juli 1833 in Ballenstedt) war ein deutscher Jurist.

## Leben
August Ferdinand Hurlebusch wurde 1756 als Sohn des Bürgermeisters und Syndikus’ Samuel Gebhard Hurlebusch († 1809) in Braunschweig geboren. Er studierte ab 1774 Rechtswissenschaft am dortigen Collegium Carolinum, ab 1775 an der Universität Helmstedt und nachfolgend in Göttingen. Dort wurde er 1778 zum Doktor beider Rechte promoviert. Er war anschließend zunächst als Advokat in seiner Heimatstadt tätig.
Im Jahr 1784 trat er als Hofgerichtsassessor in den braunschweigischen Staatsdienst, wurde zum Hofrat und 1801 zum Justizkanzleidirektor ernannt. Zur Zeit des Königreichs Westphalen wurde er zum Präsidenten des Kriminalhofs des Departements der Oker bestellt und erhielt 1813 den königlich westphälischen Adel. Nach der Restitution des Herzogtums Braunschweig wurde Hurlebusch Vizepräsident der neu eingerichteten Appellationskommission, als deren Präsident Wilhelm Karl Ferdinand von Schleinitz fungierte. Ende des Jahres 1816 wurde diese Gerichtsbehörde umgestaltet, indem für Braunschweig, Waldeck und die beiden Fürstentümer Lippe und Schaumburg-Lippe ein gemeinschaftliches Oberappellationsgericht in Wolfenbüttel errichtet wurde. Im Zuge dieser Umstrukturierung wurde Hurlebusch in den Ruhestand versetzt. Der Grund hierfür lag in einer Publikation Hurlebuschs, in der er seine Kollegen bloßstellte, welche nachfolgend erklärten, „nicht ferner mit ihm dienen zu wollen“. Seine 1820 erschienene Schrift zur Volljährigkeit des jungen Herzogs Karl II., der unter der Vormundschaft und Regentschaft des englischen Königs Georg IV. stand, verschaffte ihm die Gunst des Herzogs. Dieser ernannte ihn im Mai 1827 zum Präsidenten des Konsistoriums zu Wolfenbüttel. Nach dem Regierungsantritt Herzog Wilhelms wurde Hurlebusch im Herbst 1830 in den Ruhestand versetzt. Er starb im Juli 1833 im Alter von 76 Jahren in Ballenstedt. Hurlebusch war seit 1806 kinderlos verheiratet mit Christiane Louise Runckel (1757–1820), der Witwe des vormaligen Leutnants und Braunschweiger Patriziers Heinrich Conrad Balthasar von Strombeck. Hurlebusch besaß in sechster Generation ein Lehngut in Visselhövede, das nach seinem Tod und nach einem Vergleich mit Hurlebuschs Stieftochter und Testamentserbin Dorette von Strombeck an die Krone Hannover heimfiel.

## Schriften (Auswahl)
- De exceptione senatusconsulti Vellejani et authenticae si qua mulier in cambiis jure Brunsvicensi cessante. Diss. jur. Götting. 19. IX. 1778.
- Anrede an die Geschworenen, bey Eröffnung der ersten feierlichen Audienz des Criminal-Gerichts. Verlag Bindseil, Wolfenbüttel 1809. (Digitalisat)
- Erörterungen aus dem Civil- und Criminal-Rechte, hin und wieder mit gerichtlichen Erkenntnissen. Erstes Heft. Verlag Friedrich Vieweg, Braunschweig 1815. (Digitalisat)
- Über den Zeitpunkt der Volljährigkeit der Prinzen aus dem Hause Braunschweig. Verlag Fleckeisen, Helmstedt 1820. (Digitalisat)
- Ueber den entwichenen Herzogl. Braunschw. Geheimen-Rath von Schmidt-Phiseldeck. Verlag Vieweg und Sohn, Braunschweig 1827. (Digitalisat)